# Linda Fagerström (konstvetare)
Linda Fagerström, född 9 maj 1973 i Lund, är en svensk konstvetare och konstkritiker.
Linda Fagerström disputerade 2005 i konstvetenskap på en avhandling om Randi Fisher vid Lunds universitet, där hon sedan verkade som forskare och lärare under ett antal år. Sedan 2014 är hon docent i konst- och bildvetenskap vid Linnéuniversitetet. Hennes forskning inriktar sig främst på modernismens och samtidens kvinnliga konstnärer och deras yrkesvillkor, men berör även konsthistoreskrivningens könskodade aspekter, såsom de präglats av samtida föreställningar om maskulinitet och femininet. Hennes akademiska intressen omfattar också konst i offentliga rum, konstpedagogik och konstkritikens historia.
Linda Fagerström är verksam som konstkritiker för kulturredaktionerna vid Sydsvenskan och Helsingborgs Dagblad samt Expressen. Som konstkritiker och essäist medverkar hon regelbundet i P1 Kultur och var 2014–2023 ordförande i Svenska konstkritkersamfundet, den svenska sektionen av AICA International. Sedan 2019 är hon ordförande i styrelsen för Stiftelsen Konstperspektiv. Hon var tidigare ordförande i Kulturrådets referensgrupp för kulturtidskrifter.